# 第一幼儿教育短期大学
第一幼儿教育短期大学（日语：／ Daiichi Youjikyōiku Tanki Daigaku *）是一所位于日本鹿儿岛县雾岛市的私立短期大学。前身是九州短期大学（日语：／ Kyūshū Tanki Daigaku *）。

## 概要

### 简介
- 学校最早可以追溯到1955年[1]、短期大学为于1966年开办、由学校法人都筑教育学园经营[2]。为男女同校从开办。

### 历史
- 1966年 九州工业短期大学成立并同时设置一个学科即电气工学科[注 1]
- 1967年 两个学科成立、以下列举[2]。
  - 机械工学科[注 1]
  - 保育科
- 1969年 改校名为九州学院大学短期大学部[2]。
- 1971年 保育科改名为幼儿教育科[2]。
- 1976年 改校名为雾岛女子短期大学[2]。
- 1985年 改校名为第一幼儿教育短期大学[2]。

## 学校环境
- 校区：在鹿儿岛县雾岛市

## 历任校长
- 坂元惠义：第一代短期大学校长[3]。
- 都筑美纪枝：现在短期大学校长[4]

## 组织

### 学科
- 幼儿教育科

### 前学科
| - 机械工学科 - 电气工学科 |

### 专科
| - 没有 |

### 业余课程
| - 没有 |

### 附属学校
- 幼儿园[5]

### 附属机关
| - 图书馆 |

## 知名校友
- 中尾巴美：排球运动员

## 相关链接
- 日本短期大学列表
- 福冈儿童短期大学